# District judiciaire de Santa María la Real de Nieva
Le district judiciaire de Santa María la Real de Nieva est l'un des cinq districts judiciaires qui composent la province de Ségovie en Castille-et-León, dans le centre de l'Espagne. La capitale est Santa María la Real de Nieva.

## Communes
- Aldeanueva del Codonal
- Aldehuela del Codonal
- Añe
- Armuña
- Bercial
- Bernardos
- Coca
- Codorniz
- Domingo García
- Donhierro
- Fuente de Santa Cruz
- Ituero y Lama
- Juarros de Voltoya
- Labajos
- Lastras del Pozo
- Marazoleja
- Marazuela
- Martín Muñoz de la Dehesa
- Martín Muñoz de las Posadas
- Marugán
- Melque de Cercos
- Migueláñez
- Montejo de Arévalo
- Monterrubio
- Muñopedro
- Nava de la Asunción
- Nieva
- Ortigosa de Pestaño
- Rapariegos
- San Cristóbal de la Vega
- Sangarcía
- Santa María la Real de Nieva
- Santiuste de San Juan Bautista
- Tolocirio
- Villacastín
- Villeguillo